# Reprezentacja Hongkongu w piłce wodnej mężczyzn
Reprezentacja Hongkongu w piłce wodnej mężczyzn – zespół, biorący udział w imieniu Hongkongu w meczach i sportowych imprezach międzynarodowych w piłce wodnej, powoływany przez selekcjonera, w którym mogą występować wyłącznie zawodnicy posiadający obywatelstwo hongkońskie. Za jej funkcjonowanie odpowiedzialny jest Hongkoński Związek Pływacki (HKASA), który jest członkiem Międzynarodowej Federacji Pływackiej.

## Historia
W 1954 reprezentacja Hongkongu rozegrała swój pierwszy oficjalny mecz na igrzyskach azjatyckich.

## Udział w turniejach międzynarodowych

### Igrzyska olimpijskie
Reprezentacja Hongkongu żadnego razu nie występowała na Igrzyskach Olimpijskich.

### Mistrzostwa świata
Dotychczas reprezentacji Hongkongu żadnego razu nie udało się awansować do finałów MŚ.

### Puchar świata
Hongkong żadnego razu nie uczestniczył w finałach Pucharu świata.

### Igrzyska azjatyckie
Hongkońskiej drużynie 11 razy udało się zakwalifikować na Igrzyska azjatyckie. W 1954, 1958 i 1962 zajęła najwyższe 4. miejsce.